# 踊り子行状記
『踊り子行状記』（おどりこぎょうじょうき）は、1955年6月26日に公開された安田公義監督の日本映画である。

## 概要
直木三十五の同名小説を原作に、安田公義が監督、『快傑黒頭巾 マグナの瞳』の西条照太郎と『鬼斬り若様』の犬塚稔が共同脚色を担当した時代劇作品である。
また、出演している市川雷蔵、山本富士子、勝新太郎ら3名の大映若手スターたちの初共演作品でもある。

## あらすじ
安堂左馬之助（市川雷蔵）と武智十郎太（勝新太郎）は剣に優れる旗本同士で同僚、かつ親友の間柄だった。
ふたりの上役、水城頼母（黒川弥太郎）が抜擢登用された左馬之助と十郎太を招き開いた祝宴の場で、売出し中の踊り子2人、踊り子誰弥（山本富士子）と踊り子団七（長谷川裕見子）は共に、左馬之助に思いを寄せた。しかし、同席した旗本同僚の香東玄六（河野秋武）は登用の選に漏れた恨みから同じく列席していた大口屋暁雨（市川小太夫）に喧嘩を売り、これに腹を立てた十郎太は翌日、香東を斬り捨てた。
これら一連の騒動の結果、十郎太の親友左馬之助は十郎太の老母を慮り、また自分の妹千代（江島みどり）を十郎太に託すと十郎太の身代わりとなって暁雨の元に隠れ、また斬殺した香東の義兄、かつ旗本一刀組の首領である渋川陣十郎（富田仲次郎）が義弟香東の仇である十郎太を執拗に探していることを知ると、踊り子誰弥の家へ十郎太を隠した。
結果、誰弥の家は匿われた十郎太を探す一刀組の厳しい監視下に置かれることとなり、また左馬之助は秘かに旅立とうとするが、これに気づいた一刀組は差出人を左馬之助と偽った偽手紙で誰弥を騙しておびき出し、料亭井筒屋の一室に監禁した。誰弥が監禁されたことを知った十郎太は単身井筒屋へ駆けつけ、待ち構えていた一刀組との間で剣戟が始まった。そのとき、仲間の危機を知った左馬之助と暁雨が井筒屋に到着し、左馬之助は渋川を斬り捨て誰弥たちを救った。
しかし、悪人相手とはいえ殺人の罪を償うため、左馬之助は誰弥と共に江戸を出て旅に出ることとなり、その2人の後ろ姿を親友十郎太を始めとする皆が見守った。その中に、2人の幸せを祈りつつ、左馬之助への恋を諦める団七があった。

## スタッフ
- 監督 : 安田公義[1]
- 脚本 : 西条照太郎[1]、犬塚稔[1]
- 原作 : 直木三十五 小説『踊子行状記』[1]
- 製作 : 酒井箴[1]
- 撮影 : 武田千吉郎[1]
- 音楽 : 大久保徳二郎[1]
- 美術 : 上里義三[1]
- 録音 : 奥村雅弘[3]
- 照明 : 島崎一二[3]

## キャスト
- 市川雷蔵 - 安堂左馬之助[1]
- 山本富士子 - 踊り子誰弥[1]
- 勝新太郎 - 武智十郎太[1]
- 長谷川裕見子 - 踊り子団七[1]
- 江島みどり - 安堂の妹千代[2]
- 黒川弥太郎 - 水城頼母[2]
- 市川小太夫 - 大口屋暁雨[2]
- 河野秋武 - 香東玄六[1]
- 富田仲次郎 - 渋川陣十郎[2]
- 光岡龍三郎 - 倉地一馬[2]
- 水原浩一 - 文覚の甚八[2]
- 伊達三郎 - 山梨三五郎[2]
- 篠原隆 - 屋台店の親爺[2]
- 堀北幸夫 - 梁瀬重四郎[2]
- 福井隆次 - 覆面の武士[2]
- 小林勝 - 岩吉[2]
- 武智豊子 - お霜[2]
- 村田美弥子 - 辰野[2]
- 村田園子 - 井筒の女将[2]